# Guapiara
Guapiara is een gemeente in de Braziliaanse deelstaat São Paulo. De gemeente telt 20.927 inwoners (schatting 2009).

## Aangrenzende gemeenten
De gemeente grenst aan Apiaí, Capão Bonito, Iporanga, Itapeva, Ribeirão Branco en Ribeirão Grande.